# Saverio Cassar
Saverio Cassar, dit Don Saverio Cassar (Gozo, 29 décembre 1746 – 16 décembre 1805) est un prêtre, patriote et indépendantiste gozitain, qui fut gouverneur général de la Nation gozitaine de 1798 à 1801.

## Le prêtre
Il étudie la théologie à Rome où il est ordonné prêtre le 30 mars 1771. Il est ensuite nommé archiprêtre de Gozo le 6 décembre 1773 puis vicaire général de Gozo le 1er janvier 1775.

## Le chef de laNation gozitaine(1798-1801)
Les troupes françaises de Napoléon Bonaparte débarquent à Malte débarquent à Malte le 10 juin 1798. En deux jours, ils mettent fin à 267 ans de domination des Hospitaliers de l'ordre de Saint-Jean de Jérusalem. Assez rapidement une mésentente s’établit entre les Maltais et les Français sur des questions d'abord religieuses. Des mouvements d'opposition aux Français se créent, attisés en sous-main par les Britanniques.
Le 4 septembre 1798, Don Saverio Cassar et trois autres Gozitains se constituent en comité temporaire pour combattre les Français. Cassar est choisi comme pour diriger le mouvement qui parvient à bloquer les 217 soldats français dans la citadelle. Cassar prend contact avec le gouvernement du royaume de Sicile pour obtenir des armes et de la nourriture. Le quartier général est établi dans la Banca Giuratale (en) (aujourd'hui le siège du Conseil local de Victoria).
Le 18 septembre, les représentants de la population de l'île constituent un gouvernement provisoire pour Gozo et choisissent Saverio Cassar comme chef d'un gouvernement comprenant 24 membres. Les troupes françaises à La Vallette sont impuissantes à aider les assiégés en raison du blocus britannique. Mais à Gozo, les problèmes sont nombreux, surtout pour approvisionner l'île. Ils reçoivent l'aide non pas des Siciliens mais de navires portugais et britanniques. Le 24 octobre 1798, Saverio Cassar est reçu à bord du HMS Vanguard par l'amiral Horatio Nelson. L'intervention de Nelson et de Alexander Ball va permettre la capitulation des troupes françaises le 28 octobre. Le jour suivant, le capitaine anglais John Cresswell prend possession de la citadelle.
Le 29 octobre 1798, les Britanniques transfèrent le contrôle de la citadelle et le reste de l'île aux Gozitans. Gozo devient une région indépendante avec Saverio Cassar à sa tête. Il prend le titre de « gouverneur général de l'île de Gozo » et « chef du gouvernement pour le roi de Naples ». Cassar considère en effet le royaume de Naples comme l'héritier du royaume de Sicile à qui revient de jure le territoire maltais depuis la défection des Hospitaliers de l'ordre de Saint-Jean de Jérusalem. Il s'agit aussi pour ce prêtre catholique de faire allégeance à un État italien catholique plutôt qu'à une monarchie anglicane (le Royaume de Grande-Bretagne) ou une république laïque (la République française). Mais cette allégeance est quasi virtuelle, Gozo est pendant deux ans un micro-État, dirigé par son archiprêtre.
Le gouvernement provisoire inclut plusieurs représentants britanniques et maltais. Leur première action est de distribuer des vivres aux 16 000 habitants de l'île. Le 30 octobre, Cassar demande au roi Ferdinand III que Gozo devienne un diocèse distinct (le diocèse de Gozo sera finalement créé le 22 septembre 1864, 65 ans après la demande de Cassar). Pendant son mandat, Cassar organise l'administration, ouvre des tribunaux, élit de nouveaux juristes et ouvre un bureau de douane.
Les troupes françaises de La Vallette se rendent aux Britanniques le 4 septembre 1800. L'archipel maltais passe alors sous protectorat britannique. Cassar continue à régner sur une Gozo quasi indépendante jusqu'au 20 août 1801, lorsque le commissaire civil britannique, Charles Cameron (en), lui retire son poste. C'est l'occasion pour le nouvel occupant d’assoir son autorité et de débarrasser d'un personnage trop allié au royaume de Naples. C'est aussi la fin de l'indépendance de Gozo. Emmanuel Vitale, un autre dirigeant de l'insurrection maltaise, est alors nommé gouverneur de Gozo, mais il est beaucoup plus favorable à la tutelle britannique.

## Après le gouvernement
Cassar poursuit ensuite son ministère à Gozo où il meurt le 16 décembre 1805 à l'âge de 58 ans.

## Hommages
- Un timbre maltais lui a été consacré en 2002[4] : image en ligne du timbre
- Un monument lui a été érigé à Rabat en 2006[5]